# Marlies Mosiek-Müller
Marlies Mosiek-Müller (* 9. August 1946 in Leipzig) ist eine deutsche Politikerin (CDU). Sie war Mitglied des Europäischen Parlaments und hessische Sozialministerin.

## Leben
Marlies Mosiek-Müller ist in dritter Ehe mit Rolf Müller (CDU) verheiratet und hat vier erwachsene Kinder. Vor ihrem "Seiteneinstieg" in die Politik war die Juristin als Richterin am Bundessozialgericht in Kassel tätig.

## Politik
Marlies Mosiek-Müller kandidierte 1994 auf Platz 2 der Liste der CDU Hessen für das Europaparlament und war dort 1994 bis 1999 Mitglied. Sie war stellvertretende Obfrau im Geschäftsordnungsausschuss und im Ausschuss für Recht und Bürgerrechte sowie Sprecherin der Europaabgeordneten im Wirtschaftsrat Brüssel.
Nach dem Wahlsieg der CDU in Hessen berief sie Roland Koch am 7. April 1999 in sein Kabinett als Sozialministerin. Von diesem Amt trat sie am 21. August 2001 aus privaten Gründen zurück. Hintergrund war die bevorstehende Scheidung, die sie mit der Aufgabe einer Familienministerin nicht für vereinbar hielt.
Nach ihrem Rücktritt trat sie als Sprecherin der Geschäftsführung in die Gemeinnützige Hertie-Stiftung ein (2001–2006). Seit 2006 wirkt sie als Dozentin für Urheberrecht an der Hochschule Mittweida, wo sie 2009 zur Vorsitzenden des Hochschulrates gewählt wurde. Im März 2011 wurde sie zur Honorarprofessorin ernannt.

## Ehrungen und Auszeichnungen
- 2022: Hessischer Verdienstorden[1]